# Georg Wunderlich
Georg Wunderlich (Fürth, 31 ottobre 1893 – 27 maggio 1963) è stato un allenatore di calcio e calciatore tedesco, di ruolo attaccante.